# Telma Monteiro
Telma Alexandra Pinto Monteiro ComM (Lisboa, 27 de dezembro de 1985) é uma judoca portuguesa. Conquistou a medalha de bronze nos Jogos Olímpicos do Rio de Janeiro 2016 na categoria de –57 kg.
É a atleta mais titulada do judo português, com uma medalha de bronze nos Jogos Olímpicos, Seis títulos de campeã da Europa, quatro títulos de vice-campeã mundial e medalha de bronze no mundial do Cairo (2005), entre outros feitos relevantes a nível internacional. Foi escolhida, em 2012, para ser a porta-estandarte da comitiva portuguesa aos Jogos Olímpicos de Londres 2012.  e em 2020 nos Jogos Olímpicos de Tóquio. Foi ainda Porta-Estandarte na cerimónia de encerramento dos Jogos Olímpicos do Rio 2016 e na Cerimónia de Encerramento dos Jogos Europeus de Baku 2015 onde conquistou o Ouro e simultaneamente o 5º título de Campeã da Europa.
Estudou na Faculdade de Educação Física e Desporto da Universidade Lusófona de Humanidades e Tecnologias, em Lisboa, onde concluiu os estudos de educação física e desporto em 2011 e mais tarde (2016) a Pós-Graduação em Gestão e Marketing do Desporto.
Foi agraciada com o Prémio Femina 2011 por mérito no Desporto com resultados notáveis, e, que tenha contribuído para o prestígio nacional e de Portugal. Em 2018, foi-lhe atribuído o Prémio ACTIVA Mulheres Inspiradoras, na categoria Desporto.

## Carreira

### Um começo auspicioso
Entrou tarde para o judo, com 14 anos de idade. Depois duma primeira experiência, aos 12 anos, a jovem de Almada, que fez atletismo e na altura praticava futebol, foi incentivada a entrar definitivamente para a modalidade pela irmã Ana Monteiro, que já a praticava. Conquistou uma medalha de prata na primeira competição oficial que disputou, no caso o campeonato nacional de esperanças. Ainda no escalão de júnior, sagrou-se campeã nacional no ano seguinte e assegurou o 9º Lugar no Campeonato Europeu de Juniores, na sua categoria (-52 kg), naquele que seria o prenúncio da conquista da medalha de bronze nos Europeus de Juniores de Sarajevo, em 2003, ano em que conquistou o seu primeiro título nacional de seniores.

### Primeira medalha e estreia nos Jogos Olímpicos
Em 2004, ano de Jogos Olímpicos, combateu em ambos os escalões, de juniores e seniores, e ainda se sagrou campeã europeia de juniores, em Sofia e 3.ª Classificada nos Mundiais de Budapeste. A nível sénior, conquistou várias medalhas em provas da Taça do Mundo e a sua primeira medalha em grandes torneios internacionais, com a medalha de bronze no Campeonato da Europa de Bucareste, na categoria de -52 kg. Com apenas 18 anos, estreou-se na maior prova desportiva do mundo, nos Jogos Olímpicos de Atenas, prova em que conquistou o 9º lugar.

### Bicampeã da Europa e vicecampeã do Mundo
Um ano mais tarde, em 2005, foi agraciada com a Medalha Olímpica Nobre Guedes, atribuída pelo Comité Olímpico de Portugal. Nesse ano, confirmou o seu estatuto a nível internacional, tendo conquistado a medalha de bronze no Europeu de Roterdão e nos Mundiais do Cairo. Sagrou-se também vicecampeã da Europa no escalão de sub-23. 2006 foi um ano ainda melhor para a atleta do Construções Norte/Sul, que atingiu o número 1 do ranking mundial de judo, em - 52 kg. Este facto deveu-se em grande parte à conquista do título europeu de sub-23, mas principalmente à medalha de ouro conquistada nos Europeus de Tampere, na Finlândia. Esta conquista valeu à recém sagrada campeã da Europa a atribuição do prémio de atleta do ano, pelo CNID (Associação dos Jornalistas de Desporto).
A renovação do título de campeã da Europa surgiu, no ano seguinte, em Belgrado. Essa medalha de ouro veio acompanhada da sua primeira medalha de prata em campeonatos do Mundo, que lhe permitiu não só sagrar-se vicecampeã mundial pela primeira vez, mas também assegurar a qualificação para os Jogos Olímpicos de Pequim. Este resultado, conseguido no Rio de Janeiro, foi mesmo o melhor de sempre do judo português, que apenas tinha conseguido cinco medalhas de bronze, até à data (uma delas conquistada também por Telma Monteiro). No caminho para a semifinal, eliminou a bielorrussa Zharskaya, a argelina Haddad, a tunisina Barhouni e a austríaca Hukuda. Na meia final da prova, coube-lhe em sorte defrontar a brasileira Érika Miranda, que seria eliminada e viria mesmo a perder o combate pela conquista do 3º Lugar. Na final, não teve tanta sorte e acabou derrotada, num combate bastante táctico, pela chinesa Junjie Shi, por um yuko de diferença.

### Ingresso no Benfica e Jogos de Pequim
A qualidade da judoca nacional não passou indiferente ao Sport Lisboa e Benfica, apostado em renovar a sua aposta olímpica, e que já tinha contratado Vanessa Fernandes e Nelson Évora. Foi sem surpresa que recaiu a aposta em Telma Monteiro, que, segundo os dirigente do Benfica, era a principal referência do judo português. O contrato com os encarnados foi assinado em julho de 2007 e, ao mesmo tempo, o clube da Luz assinou um protocolo de cooperação com o anterior clube de Telma, o Construções Norte/Sul, no qual a atleta fez toda a sua formação.
Foi já ao serviço do seu novo clube que conquistou a Taça de Portugal por equipas, em 2008, ano em que atingiu os seus segundos Jogos Olímpicos da carreira. A aventura em Pequim não correu da melhor forma, no entanto, e o resultado acabou por ser idêntico ao de Atenas, um 9º Lugar, que desta vez não teve o mesmo sabor, pois as expectativas eram de conquistar uma medalha. A judoca foi derrotada no segundo combate, pela chinesa Xian Dongmei, que, depois de derrotar Telma, se sagraria bicampeã olímpica. 2008, que não se revelou um ano muito positivo, já que tinha começado com uma triste notícia para a jovem portuguesa, em janeiro, com a perda do seu treinador António Matias, selecionador feminino da modalidade, que se sentiu mal no final de um treino e acabou por falecer, aos 43 anos de idade.

### Mudança de categoria e mais medalhas
No ano de 2009, dá-se a mudança de categoria, dos - 52 kg para os - 57 kg. A mudança dá frutos e Telma volta a conquistar a medalha de prata nos Campeonatos do Mundo de Roterdão, dois anos depois, tornando-se a primeira judoca nacional a conquistar dois vice-campeonatos mundiais. No caminho para a final, derrotou a italiana Quintavalle, a espanhola Concepcion Bellorin e a polaca Bielak, todas por ippon. Na meia final venceu a atleta do Azerbaijão, Gasimova, com 1 waza-ari e 3 yukos, assegurando a sua segunda final em Mundiais. Na final, voltou a perder, desta feita por faltas, com dois ataques em falso, contra a francesa Morgane Ribaut. A esta conquista, juntou-se o título de campeã da Europa, conquistado em Tbilisi, pela primeira vez na nova categoria, a terceira medalha de ouro europeia no global. Na final, a atleta do Benfica venceu a britânica Sarah Clark, num combate muito renhido apenas decidido por decisão dos árbitros, depois de nenhuma das judocas ter feito qualquer ponto.
Mais vitórias se seguiriam nos dois anos seguintes, com medalha de prata nos Mundiais de 2010 e Europeu de 2011 e medalha de bronze no Europeu de 2010. Em Viena (Europeu 2010), assegurou o 3º Lugar, mal menor depois de ter sido eliminada logo ao segundo combate por Quintavalle. Nas repescagens, bateu a atleta sérvia Jovana Rogic (por yuko) e a holandesa Juul Franssen (por ippon), conseguindo dessa forma o bronze. Em setembro de 2010, alcançou a sua terceira final em Campeonatos do Mundo, em Tóquio, mas foi derrotada pela atleta da casa, Kaori Matsumoto, a apenas 23 segundos do final do combate. Pelo caminho, eliminou valorosas adversárias, entre as quais se destacam Ekaterina Melnikova, da Rússia, e Sabrina Filmoser, da Áustria (que um ano depois bateria Telma na final do Europeu 2011), para assegurar a sua terceira medalha de prata a nível mundial. Foi considerada a desportista do ano, pela Confederação de Desporto de Portugal, ganhou por mais duas vezes o prémio de atleta do ano pelo CNID e foi distinguida com o prémio para atleta de alta competição do Sport Lisboa e Benfica, no ano de 2010.

### Tetracampeã da Europa e porta-estandarte nos Jogos da desilusão
2012 parecia que iria ser o ano da afirmação olímpica para a judoca de 26 anos, com a quarta conquista da medalha de ouro nos Europeus de Cheliabinsk, na Rússia. Depois da frustrante derrota nos Mundiais de Paris 2011, entrou em prova com ambição de voltar a conquistar um lugar no pódio. Algo que foi conseguido ao derrotar a grega Ioulietta Boukouvala na final dos -57 kg, por ippon, conquistando a sua oitava medalha em outras tantas presenças em Campeonatos da Europa da modalidade, mais um feito inédito no judo nacional. Na antecâmara dos Jogos Olímpicos de Londres, a 8 de junho de 2012 foi agraciada com o grau de Oficial da Ordem do Mérito pelo Presidente da República, Aníbal Cavaco Silva, que a condecorou pessoalmente nas Comemorações do 10 de Junho desse ano  e foi escolhida para ser a porta-estandarte da comitiva portuguesa, na Cerimónia de Abertura dos Jogos Olímpicos. No entanto, os Jogos de Londres durariam, para Telma Monteiro, apenas pouco mais que 7 minutos. O carrasco da segunda cabeça de série seria a americana Marti Malloy, num combate que acabou decidido no ponto de ouro e apenas por um yuko de diferença. Maloy seguiria o caminho do bronze olímpico. Telma Monteiro conseguiu ganhar a medalha de bronze nos Jogos Olimpicos de 2016.
Em reconhecimento da conquista da medalha olímpica, a 9 de novembro de 2016 foi elevada ao grau de Comendadora da Ordem do Mérito pelo Presidente Marcelo Rebelo de Sousa.
2º Judoca mais medalhada na Europa em 2019
“É a minha 13.ª medalha consecutiva [em Europeus]. As pessoas veem bronze, mas eu vejo ouro. Não sei quantas pessoas são capazes de fazer isto, e, ao mesmo tempo, tornei-me a segunda judoca mais medalhada a nível mundial. Estou super feliz” 

## Palmarés

### Jogos Olímpicos
- Tóquio 2020 (- 57 kg) - (9º Lugar)
- Rio 2016 (- 57 kg) - Medalha de Bronze
- Londres 2012 (- 57 kg) - (17º Lugar)
- Pequim 2008 (- 52 kg) - (9º Lugar)
- Atenas 2004 (- 52 kg) - (9º Lugar)

### Jogos Europeus
- Cracóvia 2023  (- 57 kg) -  (4º Lugar)
- Minsk 2019  (- 57 kg) - Medalha de Bronze
- Baku 2015 (- 57 kg) - Medalha de Ouro

### Campeonatos do Mundo
- Abu Dhabi 2024 (- 57 kg) - (17º Lugar)
- Doha 2023 (- 57 kg) - (17º Lugar)
- Budapeste 2021 (- 57 kg) - (6º Lugar)
- Tóquio 2019 (- 57 kg) - (9º Lugar)
- Baku 2018 (- 57 kg) - (9º Lugar)
- Budapeste 2017 (- 57 kg) - (4º Lugar)
- Astana 2015 (- 57 kg) - (6º Lugar)
- Chelyabinsk 2014 (- 57 kg) - Medalha de Prata
- Paris 2011 (- 57 kg) - (17º Lugar)
- Tóquio 2010 (- 57 kg) - Medalha de Prata
- Roterdão 2009 (- 57 kg) - Medalha de Prata
- Rio de Janeiro 2007 (- 52 kg) - Medalha de Prata
- Cairo 2005 (- 52 kg) - Medalha de Bronze

### Campeonatos da Europa
Lisboa 2021 (-57kg) - Medalha de Ouro
- Praga 2020 (-57Kg) - Medalha de Prata
- Minsk 2019  (- 57 kg) - Medalha de Bronze
- Tel Aviv 2018 (-57kg) - Medalha de Bronze
- Baku 2015 (-57) - Medalha de Ouro
- Varsóvia 2014  (- 57 kg) - Medalha de Ouro
- Budapeste 2013  (- 57 kg) - Medalha de Bronze
- Cheliabinsk 2012  (- 57 kg) - Medalha de Ouro
- Istambul 2011  (- 57 kg) - Medalha de Prata
- Viena 2010  (- 57 kg) - Medalha de Bronze
- Tbilisi 2009  (- 57 kg) - Medalha de Ouro
- Belgrado 2007  (- 52 kg) - Medalha de Ouro
- Tampere 2006  (- 52 kg) - Medalha de Ouro
- Roterdão 2005  (- 52 kg) - Medalha de Bronze
- Bucareste 2004  (- 52 kg) - Medalha de Bronze

### Outros Títulos
2018
- Grand Slam Ecaterimburgo (-57 kg ) - Medalha de Ouro

2017
- Open Europeu Minsk (-57 kg ) - Medalha de Ouro

2016
- Grand Prix Budapeste (-57 kg) - Medalha de Bronze

2015
- Grand Slam Paris (-57 kg) - Medalha de Ouro

2014
- Grand Slam Abu Dhabi (-57 kg) - Medalha de Ouro
- Grand Slam Tóquio (-57 kg) - Medalha de Prata

2013
- Open Europeu Sófia (-57 kg) - Medalha de Ouro

2012
- Grand Slam Paris  (-57 kg) - Medalha de Ouro
- Masters Almaty (-57 kg) - Medalha de Prata

2011
- Taça da Europa, Hamburgo (-57 kg) - Medalha de Ouro
- Taça do Mundo, Lisboa (-57 kg) - Medalha de Bronze
- Grand Slam Paris (-57 kg) - Medalha de Bronze
- Grand Prix Abu Dhabi (-57 kg) - Medalha de Bronze
- Masters Baku (-57 kg) - Medalha de Ouro

2010
- Taça do Mundo Sofia (-57 kg) - Medalha de Ouro
- Grand Prix Düsseldorf (-57 kg) -  Medalha de Prata
- Grand Slam Rio de Janeiro (-57 kg) -  Medalha de Prata
- Grand Slam Moscovo (-57 kg) - Medalha de Bronze

2009
- Taça do Mundo Lisboa (-57 kg) - Medalha de Ouro
- Taça do Mundo Sófia (-57 kg) - Medalha de Ouro
- Grand Prix Hamburgo(-57 kg) - Medalha de Ouro
- Grand Slam Rio de Janeiro (-57 kg) - Medalha de Ouro
- Grand Slam Moscovo (-57 kg) - Medalha de Bronze

2008
- Taça de Portugal por Equipas (Benfica) - Medalha de Ouro
- Taça do Mundo (Bucareste) categoria A - Medalha de Ouro
- Taça do Mundo Paris categoria Super A - Medalha de Bronze

2007
- Taça do Mundo (Lisboa) (-52 kg) - Medalha de Ouro
- Taça do Mundo (Dinamarca) (-52 kg) - Medalha de Ouro
- Torneio Super A (Paris) (-52 kg) - Medalha de Prata
- Torneio Super A (Moscovo) (-52 kg) - Medalha de Prata

2006
- Taça do Mundo Lisboa (-52 kg) - Medalha de Ouro
- Torneio Internacional de Fukuoka (Japão) (-52 kg) - Medalha de Prata
- Torneio Super A Moscovo (-52 kg) - Medalha de Ouro
- Campeonato da Europa Sub-23 Moscovo (-52 kg) - Medalha de Ouro

2005
- Taça do Mundo Madrid (-52 kg) - Medalha de Ouro
- Taça do Mundo Tampere (-52 kg) - Medalha de Bronze
- Campeonato da Europa sub-23 Kiev (-52 kg) - Medalha de Prata
- Torneio internacional Kiyoshi Kobayashi (-52 kg) - Medalha de Ouro
- Taça do Mundo Bucareste (-52 kg) - Medalha de Ouro

2004
- Open da Alemanha (-52 kg) - Medalha de Ouro
- Torneio Internacional Leonding (-52 kg) - Medalha de Ouro
- Torneio Internacional Roma (-52 kg) - Medalha de Ouro
- Torneio Interncional Tallinn (-52 kg) - Medalha de Bronze
- Torneio Internacional Warsaw (-52 kg) - Medalha de Bronze
- Campeonato do Mundo Júnior Budapeste (-52 kg) - Medalha de Prata
- Campeonato da Europa Júnior Sófia (-52 kg) - Medalha de Ouro

2003
- Campeonato Nacional (-52 kg) - Medalha de Ouro
- Torneio Nível A Juniores Suécia (-52 kg) - Medalha de Ouro
- Torneio Nível A Juniores Hungria (-52 kg) - Medalha de Ouro
- Torneio Nível A Juniores Portugal (-52 kg) - Medalha de Ouro
- Torneio Nível A Juniores República Checa (-52 kg) - Medalha de Bronze
- Campeonato da Europa Júnior Sarajevo (-52 kg) - Medalha de Bronze

2002
- Campeonato Nacional Juniores (-52 kg) - Medalha de Ouro
- Torneio Nível A Juniores Portugal (-52 kg) - Medalha de Prata
- Campeonato da Europa de Juniores (-52 kg) - (9º Lugar)

2001
- Campeonato Nacional de Esperanças (-52 kg) - Medalha de Bronze

## Filmografia

### Televisão
| Ano  | Título    | Personagem | Nota                                  |
| ---- | --------- | ---------- | ------------------------------------- |
| 2021 | A Máscara | Lagostim   | Concorrente (Ep.1 e 2), 2.ª temporada |

## Condecorações[17]
- Oficial da Ordem do Mérito (2012) – Presidente Cavaco Silva
- Comendadora da Ordem do Mérito (2016) – Presidente Marcelo Rebelo de Sousa